# Uneun namja
Pour plus de détails, voir Fiche technique et Distribution.
Uneun namja (우는 남자, littéralement « l'homme qui pleure ») est un film sud-coréen réalisé par Lee Jeong-beom, sorti en 2014.

## Synopsis
Un tueur à gages tue accidentellement une jeune fille et part à la poursuite de sa mère.

## Fiche technique
- Titre : Uneun namja
- Titre original : 우는 남자
- Titre anglais : No Tears for the Dead
- Réalisation : Lee Jeong-beom
- Scénario : Lee Jeong-beom
- Musique : Choi Yong-rock
- Photographie : Lee Mo-gae
- Montage : Nam Na-yeong
- Production : Gregory Bishop, Brian Chung et Kim Sung-woo
- Société de production : Dice Film, Frontier Works Comic, Musa Productions et Stone Comics Entertainment
- Pays :  Corée du Sud
- Genre : Action, drame et thriller
- Durée : 116 minutes
- Dates de sortie : 
  -  Corée du Sud : 4 juin 2014

## Distribution
- Jang Dong-gun : Gon
- Kim Min-hee : Mo-kyeong
- Brian Tee : Chaoz
- Kim Hee-won : le directeur Byeon
- Kim Jun : John Lee
- Jeon Bae-soo : le détective Jang
- Kim Min-jae : le chef d'équipe Park
- Lee Young-ian : Ok-soon
- Anthony Dilio : Juan
- Alexander Wraith : Alvaro
- Rich Ting : Asing
- Angela Bullock : Emma
- Kang Ji-woo : Yoo-mi
- Rim Go-woo : Gon jeun
- Kim So-jin : Mi-jin
- Kim Ji-seong : la mère de Gon
- Byun Yo-han : Song joon-gi

## Box-office
Le film a rapporté 4,1 millions de dollars au box-office